# Elderdawn
Elderdawn är ett spanskt metal-band, bildat 2002 i Madrid av gitarristen Juanpa "Evilead" Pérez. Bandet har släppt två demo-album (2004 och 2006) och ett första studioalbum Empty Words år 2009. Bandet har även delat scen tillsammans med spanska band, som Runic, Dreamaker, Dawn of Tears, och även varit förband till Dimmu Borgir i Madrid (2007). Musikstilen blandar melodisk death metal, progressiv metal, black metal och gothic metal. Denna stil kallar bandet självt melodisk extrem metal.

## Medlemmar
Nuvarande medlemmar
- Evilead (Juanpa Pérez) – gitarr, bakgrundssång
- J.J. Crack (Juanjo José Alcaraz) – gitarr
- Manuel Ávila – keyboard
- The Maze (José A. Gallardo) – sång

Tidigare medlemmar
- Jorge García – basgitarr
- Miguel Commander (Miguel Ferrero Marquez) – basgitarr
- Javier Sierra – basgitarr
- Paula Pineda – cello
- Headcrusher (Eduardo Olmos Jimenez) – trummor
- Panicdrums (David Barreña) – trummor
- David Infantes – keyboard
- Alberto A. Gallego – sång, bakgrundssång
- Antonio Iglesias – sång
- Carol Daith – sång
- Hellvoice (Miguel Pulido) – sång

## Diskografi
Demo
- 2004 (2004)
- MMVI (2006)

Studioalbum
- Empty Words (2009)[5]
- Parasomnia (2020)

Samlingsalbum
- Reflections of What Once Was: 15 Years Through Dread & Reverie (2017)